# Enciclopedia del Holocausto

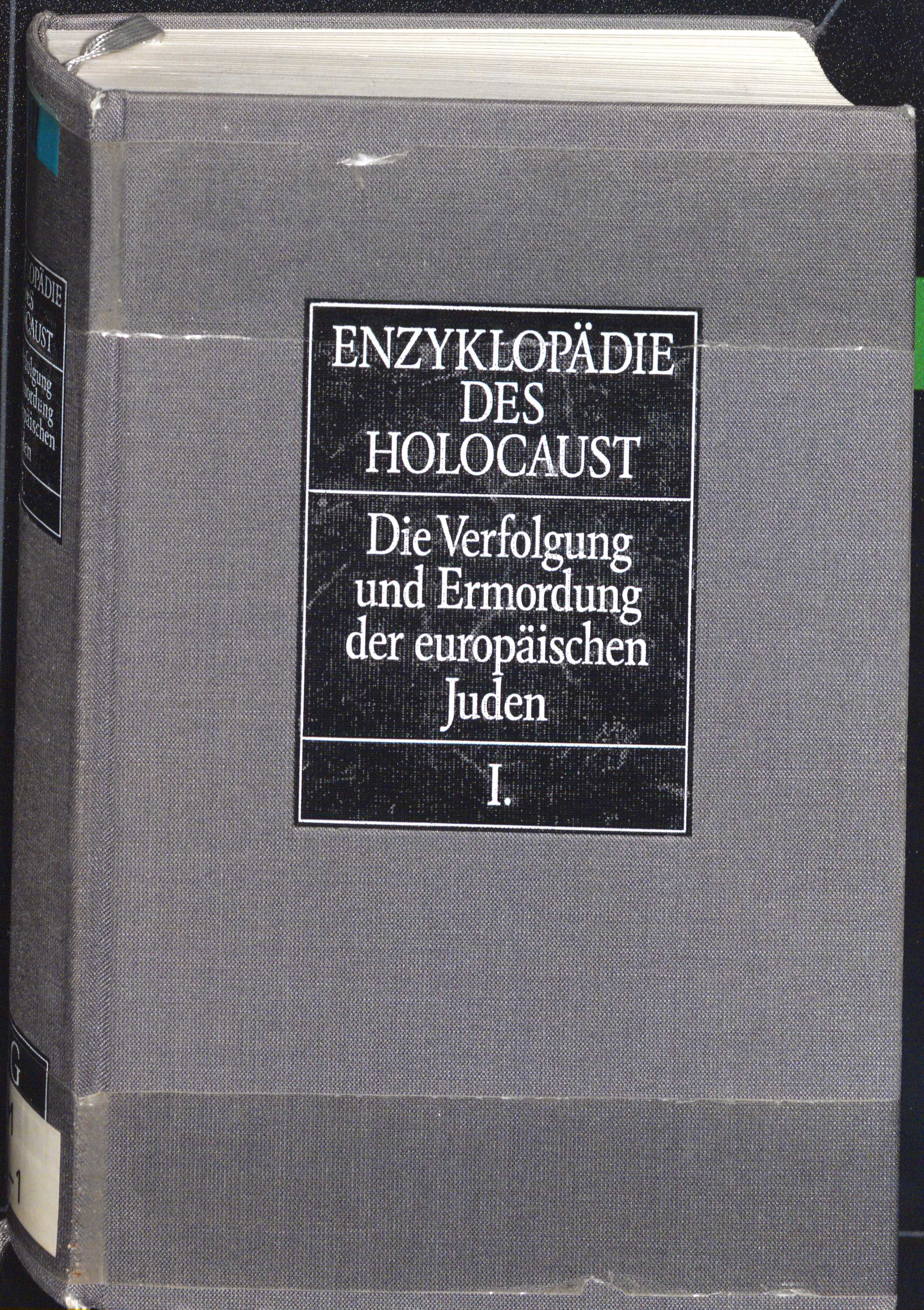
Enciclopedia del Holocausto. (1993). La persecución y asesinato de judíos europeos Volumen 1.

La Enciclopedia del Holocausto fue publicada en 1990, en ediciones en inglés y en hebreo por Yad Vashem (יד ושם), la Autoridad Israelí en Memoria del Holocausto. 
La Enciclopedia incluye cientos de entradas con ilustraciones, mapas y referencias bibliográficas para profundizar la lectura. Ambas ediciones tienen un glosario de términos. El índice de la edición hebrea (vol. 6) incluye listas bilingües de nombres de personas, organizaciones y lugares.

## Consejo de redacción internacional
- Yitzhak Arad, Yad Vashem, Jerusalén
- Yehuda Bauer, Universidad Hebrea de Jerusalén
- Randolph L. Braham, Universidad de Nueva York
- Martin Broszat (1926 - 1989), Universidad de Múnich
- Christopher R. Browning, Universidad de Carolina del Norte
- Richard I. (Yerachmiel) Cohen, Universidad Hebrea de Jerusalén
- Henry L. Feingold, Universidad de Nueva York
- Saul Friedlander, Universidad de Tel Aviv
- Martin Gilbert, Universidad de Londres
- Israel Gutman, Yad Vashem; Universidad Hebrea de Jerusalén
- Andreas Hillgruber (1925 - 1989), Universidad de Colonia
- Eberhard Jäckel, Universidad de Stuttgart
- Steven Katz, Universidad de Boston, USA
- Shmuel Krakowski, Yad Vashem, Jerusalén
- Otto Dov Kulka, Universidad Hebrea de Jerusalén
- Dov Levin, Universidad Hebrea de Jerusalén
- Czesław Madajczyk, Academia Polaca de Ciencias, Varsovia
- Michael Marrus, Universidad de Toronto
- György Rank, Academia Húngara de Ciencias, Budapest
- Jehuda Reinharz, Universidad Brandeis, EE. UU.
- Shmuel Spector, Yad Vashem, Jerusalén
- Jerzy Tomaszewski, Universidad de Varsovia
- Aharon Weiss, Yad Vashem; Universidad de Haifa
- Leni Yahil, Universidad de Haifa

Editor de la edición en inglés: Geoffrey Wigoder